# Pycnandra bracteolata
Pycnandra bracteolata är en tvåhjärtbladig växtart som beskrevs av Swenson och Jérôme Munzinger. Pycnandra bracteolata ingår i släktet Pycnandra och familjen Sapotaceae. Inga underarter finns listade i Catalogue of Life.